# Riffelbrett

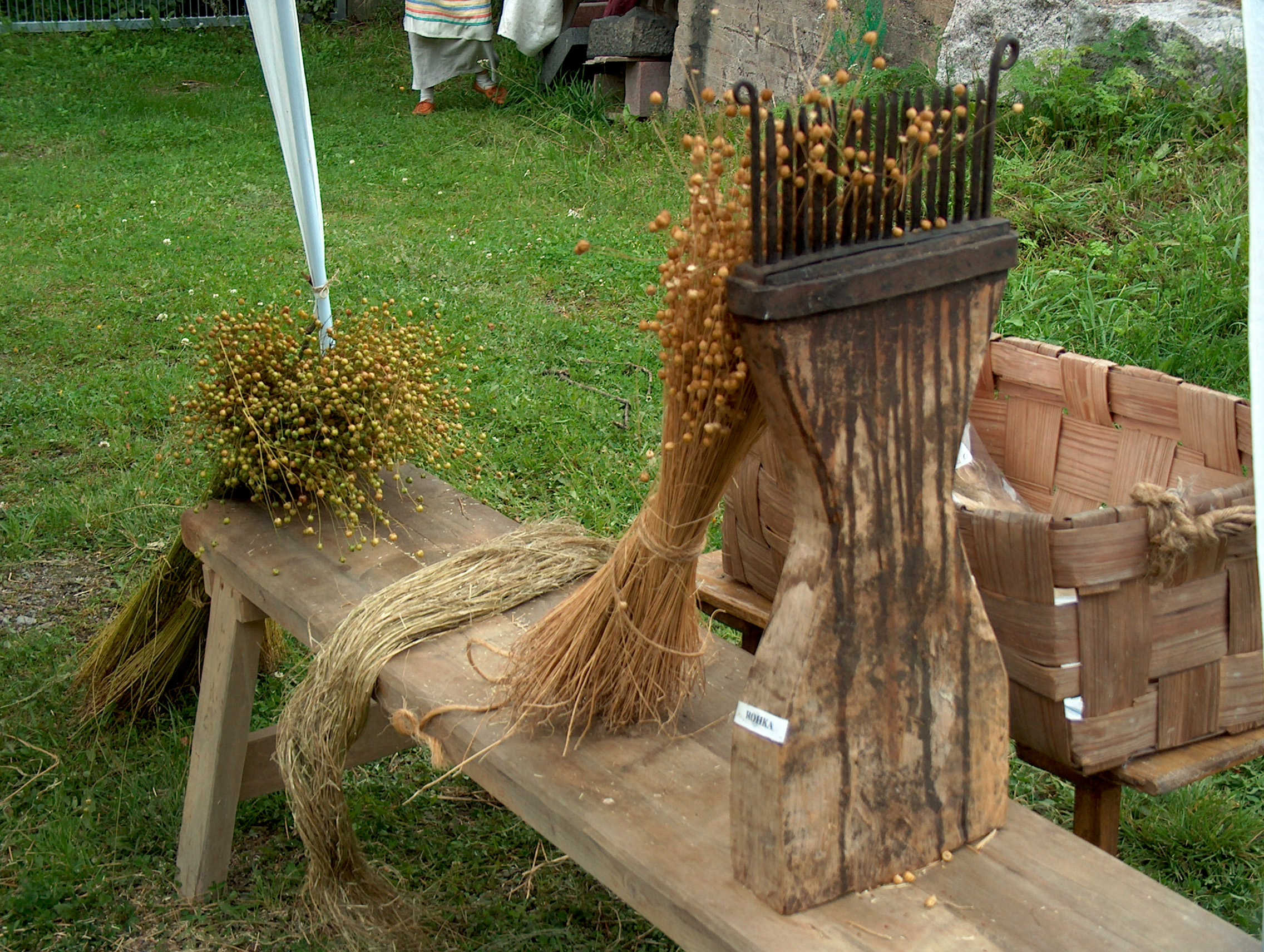
Riffelkamm auf einem Bock

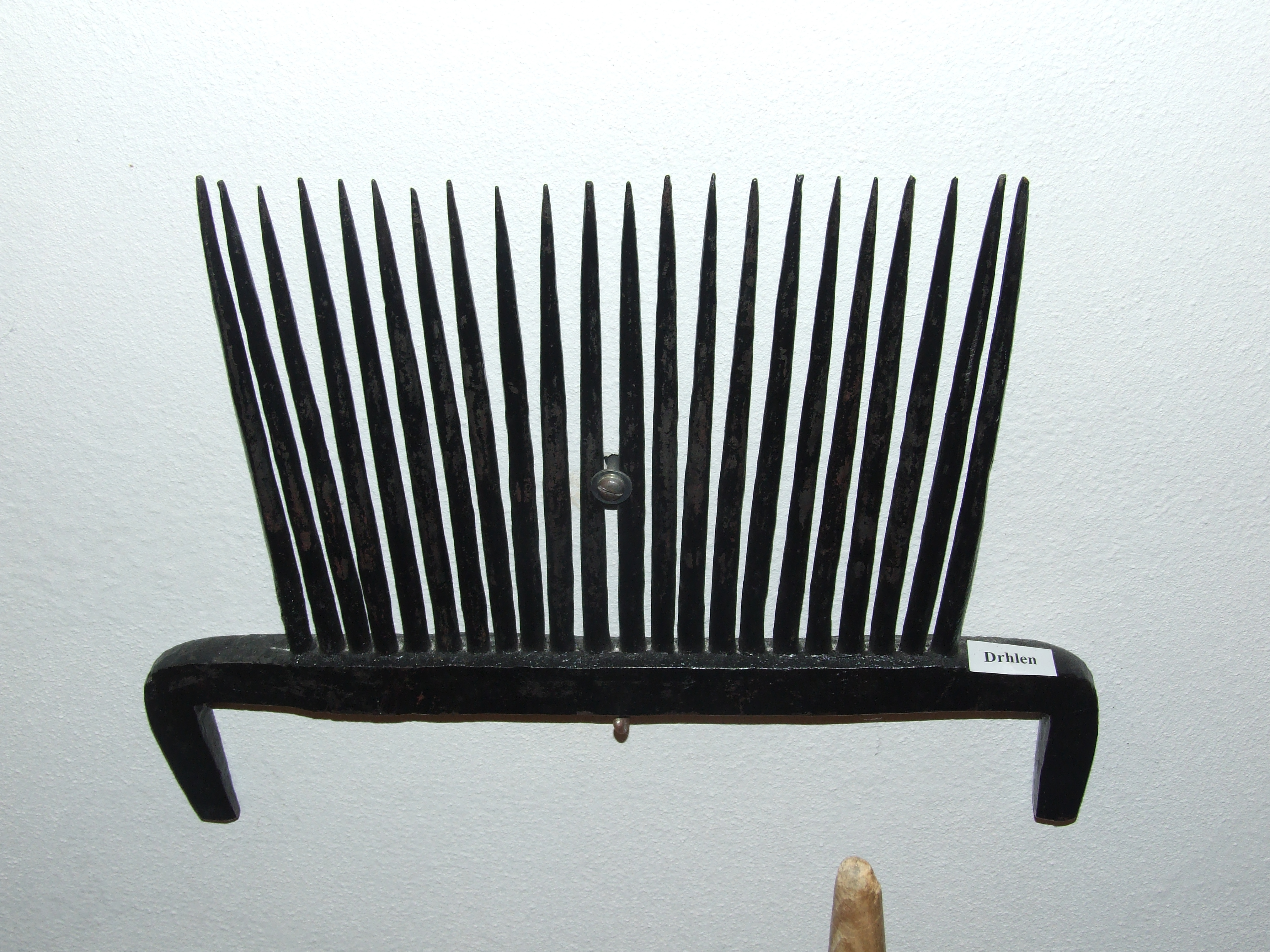
Riffelkamm

Das Riffelbrett (auch Flachskamm oder Flachsrechen) dient dem sogenannten Riffeln von geernteten Flachs- oder Hanfpflanzen. Dabei werden die Stängel durch das Riffelbrett, das wie ein Kamm geformt ist, gezogen, um die Samenkapseln vom Stängel zu trennen.
Die Stängel werden anschließend gebrochen, geschwungen und gehechelt, die Samenkapseln werden gedroschen, um an den Leinsamen zu gelangen. 